# 死神とチョコレート・パフェ
『死神とチョコレート・パフェ』（しにがみ‐）は、花凰神也による日本のライトノベル。イラストは 夜野みるらが担当している。富士見ファンタジア文庫（富士見書房）より、2006年9月から2007年1月にかけて全3巻が刊行された。またメディアミックスとして、森崎くるみによるコミカライズが『月刊ドラゴンエイジ』（富士見書房）にて連載され、角川コミックスドラゴンJr.より単行本、全2巻が刊行された。作者やスタッフによる略称は「死にチョコ」。
作者のデビュー作であり、第18回富士見ファンタジア長編小説大賞の準入選作である。また、月刊ドラゴンマガジンの2006年11月号には、第18回ファンタジア長編小説大賞受賞作として、短編が掲載された。

## ストーリー
ちょっとお金にうるさいことを除けば、ごく普通の高校2年生の少年・天倉神名は、アルバイト代をもらったので足取りも軽く家路を急ぐ途中、空から落ちてきた謎の物体が頭に直撃。遠のく意識の中、少女の声を聞くが、そのまま意識を失ってしまう。
翌日、登校中に、道ばたで泣いている少女と目が合うが、遅刻寸前であり、皆勤賞がかかっているので無視しようとする。しかし、その少女は神名を力まかせに引き留め、「天倉神名」という少年を捜している、と告げるが、神名は怪しんで「知らない」と言い放ち、少女を置いて学校へ向かう。
そして、お約束のように神名のクラスにその少女が転入して来る。ナギという名の少女は、自らを「死神」と言い、神名が「本来は昨夜に死ぬはず」だったのに死んでいないので、魂の回収、すなわち神名に死んでもらうために来た、と明かす。
実は、ナギはこの任務に失敗すると上司の死天使長により「チョコレート・パフェ」に変えられてしまうので、何が何でも任務を完遂する必要があった。
かくして、魂を取られてはかなわないと逃げる神名を、パフェは大好きだけど自分がパフェに変えられたくはないナギが追っかける、というドタバタ劇が始まるのであった。

## 登場人物
天倉 神名（あまくら じんな）
ごく普通の高校2年生。17歳。本作の主人公。
カーキ色のボサボサショートヘアー。頭頂部に1束のアホ毛がある。瞳はくすんだ橙色。ツリ目。両親は、父親の転勤に母親がついて行ってしまったため、一人暮らしとなる。
ある事情により、かなり無理をして貯金をしている。そのため、金にはかなりうるさく、現に花屋「リュヌ・パルテール」でアルバイトをし、通学には7千5百円の格安自転車を使っている。
学校の皆勤賞は図書券だが、本をよく買う友人に現金と交換してもらうため、皆勤賞が取れなくなる遅刻や欠席となるのを何としても避けようとする。そのうえ、お金にうるさい性格のせいか、「もらえるものはもらっておく」のがポリシーである。
大気の流れを読む「空間把握能力」に長けている。
味覚が異常で、普通の人にとっては気絶するほど不味いナギの手料理を極めて美味と感じる。
千夏が生きていた頃、将来は千夏の恋人になると告げていたが、今は忘れている。
極めて諦めの悪い性格で、自らの魂を回収しようとするナギに抵抗したのはもちろん、死天使長のイリスにすら戦いを挑み、その結果、イリスに勝利したため、ソウル・イレギュラーのままの存在を黙認されることになるが、その代わりに死神相当としてイリスからの面倒な任務を引き受けさせられるはめになり、ナギと同様に、任務に失敗したらチョコパフェに変えられることにされている。
ナギ
死神。第13死天使機関に所属。「魂の輪廻」をはずれてしまった神名の魂を回収するため、人間界に派遣された。
栗色のロングヘアーを、サーモンピンクの細いリボンでツインテールにしている。横の髪も長く、これは自然に垂らしている。瞳も栗色。丸顔。神名の通う学校の同じクラスに転入し、魂の回収をしやすくするため神名のすぐ後ろの席になる。学校などでは苗字がないと困るため「風流 凪（ふうりゅう なぎ）」と名乗っている。
チョコレート・パフェが大好物。3食がチョコパフェでも構わないほど。つい勢いで「チョコパフェになりたい」と口走ったことをイリスに知られ、任務に失敗したらチョコパフェに変えられる、という条件をつけられてしまう。
料理は一応得意で、見た目もおいしそうなものを作るが、味覚がかなり異常なため、本人が美味しいという料理は、神名以外の他人にとっては気絶するほど不味い。神名以外のクラスメイト男子ほぼ全員と、サラ、沙耶架も気絶させたことがある。しかし、神名ともども「大人の味であり、祐司や沙耶架には早すぎる味」であると思い込んでいる。
本人は、神名とは逆に「死ぬべきでない時に死んでしまった」人物であり、その魂は神名の幼なじみで5年前に事故死した千夏の物である。
神名により、魂の輪廻を逆転させられ、死天使から人間に戻されると同時に、千夏の記憶も取り戻した。
高校生の少年少女が2人だけで1つ家で寝泊まりするのは不謹慎ということもあり、神名とケンカした時に泊めてもらったサラの家に、そのまま居候している。ただし、最初に泊めてもらった礼として神名に朝食を作って以来、神名の朝食と夕食、また通学時の弁当などを作っている。
小川 千夏（おがわ ちなつ）
神名の幼なじみにして親友・祐司の姉で、神名本人とも幼なじみだった。また、神名とは幼いながらも相思相愛で、神名から「将来は恋人に」と言われたのが嬉しく、強く記憶していた。
5年前の冬、日曜日で無人だった建設現場に忍び込んだ神名と祐司が、誤って鉄骨を崩して下敷きになりかけたところへ、身を挺して2人を助け、そのまま鉄骨に埋まり命を落とす。その後、「生きるべきであった期間を天使として」過ごすこととなり、記憶を封印された上でナギとなる。
千夏の頃から、料理の味は殺人的だった。
ベル・フィナル
死神の鎌。ナギと契約している。ふだんは、黄色の輪がついた大きな白い卵の形をしている。
ナギの意思で、形を変える。しかし、なぜかスコップやスプーンといった形ばかりで、ナギと契約してから肝心の鎌の形にしてもらえたのは、神名とともにイリスに戦いを挑んだ時と、フルールに本気で挑んだ時しかない。
スコップ形になった場合「記憶を掘り起こす」、スプーン形の場合は「心をかき混ぜる」、ナイフ形の場合は「すべてを切り分ける」という力を持つ等、変化後の形状に応じた特殊能力が付与される。
実は、死神の鎌としては史上最強の「ヴァールリーベ」の片割れで、「魂」を司る。
魂を司るだけに言葉をしゃべることができ、その知識でナギや神名をサポートするが、あまり話を聞いてもらえないのが悩みとなっている。ただし、神名には、川に投げ込まれたり、熱々の味噌汁（ドリアン入り）に浸されるなど、散々な目に遭っている。
食事はしないが、食べている人と触れることで、味を感じることができる。
ナギには「ベルちゃん」と呼ばれている。
契約主であるナギが人間に戻ってしまった後も、ナギのしもべとして仕えている。ちなみに、扱いが悪いナギに比べ、汚れなどを拭き取り優しく扱ってくれたサラに好意を持っている。
エカルラート
死神の鎌。ある夜、天空から落下して神名の頭に激突した。その後、神名と契約している。「ヴァールリーベ」の片割れで、「器」を司る。そのため、ベルとは違い言葉をしゃべることはなく、意思があるかどうかすら不明。
ふだんは、黒い大きな卵の形。不思議な力を秘めているようで、植木鉢に置いておくと、植えられている植物の成長を著しく促進する効果がある。このため、神名はふだんサボテンの植木鉢に半分埋めた状態で置いているが、片割れのベルにとって、これは屈辱的なことらしい。神名は「漬物石」としての用途も考えていたようだが、見かけよりもかなり軽いので、重しとしては使えないらしい。
神名の意思により、形を変える。たいていはフォークの形で「空間に突き刺さる」ことで敵の動きを封じる効果がある。他に、耳かきの形で「あらゆる汚れを取り除く」、スポイトの形で「死ぬ運命を吸い取る」というなど、ベルと同じく変化後の形状に応じた特殊能力が付与される。
本来の鎌の形に変化したのは、神名がナギとともにイリスに戦いを挑んだ時と、フルールに本気で挑んだ時だけ。
名前が長いので、神名などには「エカル」と略して呼ばれている。
小川 祐司（おがわ ゆうじ）
神名の親友の少年。神名とは幼なじみで、クラスメイト。
童顔で、かわいい系の美少年。ほぼいつも、柔らかい笑みを浮かべている。ただ、やや天然ボケで早とちりなところがあり、神名とナギが恋人どうしであると思い込んでいる上、その仲を応援し進展させようとしている。
「神出鬼没」がモットーで、いつもどこからともなく出現する。
味覚は正常で、ナギの料理を食べると数口で失神する。
ナギの魂が、亡くなった姉・千夏のものであることは知らされていない。
芹沢 サラ（せりざわ さら）
神名たちのクラスの学級代表。
モスグリーンのショートヘアー。瞳は水色。美人だが、表情の変化に乏しい。
当然のごとく優等生。教師からの信頼も篤く、遅刻ばかりの担任教師に代わり朝の職員会議に出たりする。
第3巻のメインキャラ。2年前、イリスが誤って落とした「死神の鎌」に触れたことがあり、しかもその時の記憶が消されておらず、さらに神名やナギと深くかかわったことで、魂が不安定になってしまう。
見かけによらず力持ちで、本や書類が詰まった重いダンボール箱を軽々と運んだり、教卓を叩くとへこんだりする。そのため、クラスでは絶対に逆らってはいけない人物とされている。ただし、力が非常に強いのは、かつてイリスの鎌に触れた影響である。
ふだんは穏和で、本来優しい性格だが、怒ると非常に怖い。歴戦の傭兵であるライルやガリムでさえ、その怒りのオーラには沈黙するほど。
ベルの制止にもかかわらず、ナギ作の味噌汁を一口飲み、そのまま失神した（なお、ナギはフルールが味噌汁にこっそり毒を混入したのがその原因と言い張っている）。
ナギの魂が千夏のものであることを、神名から知らされている。
深瀬 沙耶架（ふかせ さやか）
神名たちが通う高校の副生徒会長。剣道部も掛け持ちしている。2年2組に所属。
青紫色のストレート・ロングヘアー。瞳は明るい紫色。
私生活では、大会社の社長令嬢。経営の才能を持ち、すでに会社の経営も半分以上を任されている。極めて多忙で、学校でも空き時間に会社の仕事をこなしたりするほど。将来の野望は会社を世界規模の企業に成長させ「深瀬グループ」の名を世界中に広め、自分はそのトップに就くことを考えている。
第2巻のメインキャラ。交通事故で死ぬはずだったが、軽傷ですんだため「ソウル・イレギュラー」になってしまい、神名とナギが魂の回収を命じられる。
昼食はたいてい学校の食堂で食べるが、食堂の通常メニューではなく、専属シェフが作る特製メニューで、1食あたり1万5千円ほどかかっている。
ナギ作の弁当を味見した時は、豚の生姜焼き1切れで錯乱するほどのパニックに陥り、口直しのつもりで食べたタコさんウィンナーでとどめを刺され失神した。
通常は、お嬢様らしく専用の運転手つきリムジンで通学している。ただし、気が向いたり放課後に友人と約束がある日は、100万円もする30段変速付マウンテンバイクで登校することもある。
神名から金を貯めている理由を無理に聞き出した時、千夏の悲しい思い出を語らせてしまったことを詫びるなど、優しい心遣いも見せている。
ナギの魂が千夏のものであることを知っている。
第2巻のエピローグで、魂を回収されなかった上、その後他の死神に狙われないようにしてくれた神名に対し、淡い恋心を抱くようになっている。
コミック版では、1回登場しただけでそのまま連載終了となってしまった。
イリス
死天使長。第13死天使機関の長であり、すべての死神の頂点に位置する。ナギの直属上司でもある。
ブロンドのショートボブ。ただし、左右の耳の横だけは、胸につくほど長く伸ばしている。瞳は青。端正な顔立ちの美人である。一般の死神が白系の服であるのに対し、死天使長を示す黒系の服をまとう。
極めて優秀で、死神として多数のソウル・イレギュラーを捕獲、若くして死天使長にまで上り詰めた。
任務に失敗した部下には容赦ない上、思考も極めて個性的。ナギには、当初から「任務に失敗したらチョコレート・パフェに変える」と宣言している。またフルールに対しては「ゴキブリに変える」と言い、実際に変えてしまった。
ナギや神名に「任務」と称して仕事をさせ、その結果は自分の功績として報告する等、なかなか困った性格をしている。
これらの、理不尽な行動や発言が多いため、部下たちには陰で「鬼」と呼ばれている。節分の夜に天倉家に出現した時は、いきなり神名に「鬼は外」として豆を投げつけられたほど。
愛用の鎌は「ブルーモール」。蒼く輝く2枚の刃を持つ、美しい鎌である。極めて強力なものだが、本気を出した神名とナギにより真の姿となったヴァールリーベにより破壊された。なお、その後に修理され、元に戻っている。
コーヒー好きで、特にイルガチェフ（エチオピア産）が好み。天倉家の戸棚に、わざわざ自前の豆を置いていて、神名に淹れさせている。
フルール
もと天使にして死神、かつての死天使長「ディス」であったと自称する魂。ただし、それを裏づける事実はない。
約1年前に死神となったが、直後の任務に失敗。イリスにより、ゴキブリの姿に変えられた。任務失敗の原因は、激愛している九官鳥が誤ってゴキブリを食べて死にそうになり、その看病をしていて任務を忘れていたためである。その後、九官鳥は元気になったが、その九官鳥にイリスの悪口を教えていたことがバレてしまい、本人は「希望は九官鳥」と言ったものの、その報復でゴキブリに変えられることになった。
ゴキブリの姿にされた後、愛する九官鳥に近づいたところ、くちばしでつつかれそうになったので、泣く泣く別れることになり、イリスへの恨みがさらに増大している。
封印されているヴァールリーベを移送することを聞きつけ、移送任務の命令書を本来の担当者ではなく新米死神のナギに届くよう細工した上、移送中のナギを襲い、封印を解いている。ディスの魂かどうかは不明ながらも、かなり強力なはずのヴァールリーベの封印を軽々と解いてしまうほどの力は持っている。
ただし、ヴァールリーベがナギと神名と契約したのは想定外で、奪い取るべくナギと神名をしつこくつけ狙うものの、ヴァールリーベ紛失の原因をつくった張本人であることをイリスに知られ、ゴキブリからノミへと姿を変えられた上、間髪を入れずに大量の殺虫剤を浴びる。それにより、次の輪廻に進んだ（死んだ）と思われていたが、とっさに地中に逃れて殺虫剤を避け、生き延びていた。
ゴキブリの頃もノミになった後も、異常に動きがすばやい。また、火を操る能力に長けている。
イリスが鎌を誤って落とした件や、ナギ作の味噌汁を飲んだサラの失神の原因といった濡れ衣を着せられている。
ライル
傭兵。ガリムの相棒で、深瀬家には恩義があり、外国にいても沙耶架に呼ばれるとすぐ駆けつける。
左目に眼帯をしている。右目の視線は、異様なほど鋭い。しかし、少々口が軽いところがあり、しばしば沙耶架に注意される。実際、彼女の護衛のためとはいえ、学校のドアを多数壊してしまった。
第2巻のエピローグで、沙耶架の要望に従い警備員として日本に残る。数回戦った神名のことは高く評価していて、警備員としていっしょに働かないかと誘った（ただし「銃の扱いを教えれば、すぐに前線へ送り込める」といった不穏な発言もしていた模様）。
ガリム
傭兵。ライルの相棒で、深瀬家には恩義があり、外国にいても沙耶架に呼ばれるとすぐ駆けつける。
顔は四角く、頬に大きな傷跡がある。しかし、忠実そうな風貌。
泣く女の子には弱い。空腹な上にチョコパフェのおあずけ状態で泣きじゃくるナギに根負けした上、買い物につきあって服まで買い与えてしまうほど。
第2巻のエピローグで、ライルともども沙耶架の要望に従い警備員として日本に残る。
安部（あべ）
沙耶架の会社の社員。ファーストネームは不明。
補佐役として極めて優秀。沙耶架に最も信頼され、沙耶架の秘書を務める。
神名が沙耶架の恋人候補であると、誤解している。
如月 達也（きさらぎ たつや）
神名のアルバイト先である花屋の、店長の息子。20歳。高卒後、自宅の花屋に就職。
格闘技の心得があり、神名に暇つぶしを兼ねて教え込んでいる。
白野（しらの）
綾月第一高校2年1組の担任教師。神名やナギのクラス担任である。
風邪やら寝坊やらで、ほぼ毎日遅刻している。そのため、朝の職員会議とホームルームは、学級代表のサラが代行している。
生徒たちには「みっちゃん」と呼ばれている。
永岡（ながおか）
綾月第一高校の2年生担当の学年主任。白髪混じりで、少し威厳のある風貌をした男性教師。
毎朝、白野の代行をしているサラには頭が上がらない。

## 舞台
天倉家
綾月市蒼川町（あやつきし・あおかわちょう）の住宅街にある、普通の一戸建て。神名が1人暮らしをしている。元は両親と3人で住んでいたため、1家族がゆったり住めるだけのスペースと設備がある。
綾月第一高等学校（あやつきだいいちこうとうがっこう）
神名や祐司が通う高校。ナギが転入する。
神名やナギは、2年1組に所属。
ナギと神名のコンビは、毎度のように騒動を起こすため、校内でも有名なカップルとなりつつある。
売店には、チョコ・パフェ・サンドというパンがある。レアな上、バナナ多めとか、イチゴ入りなどのバリエーションがある。ちなみに、ナギの大好物。
食堂もあり、食券制。定食は360円だが、神名が愛用する軽食セットは270円。
学期ごとに無遅刻・無欠席であれば、皆勤賞（図書券）が出る。さらに、1年以上皆勤賞を取り続けると、図書券の額が増える。
天倉家からは、自転車で20分ほどの距離がある。正門前には長い上り坂があり、登校時は最後の難所になっている。
リュヌ・パルテール
天倉家と同じ街にある花屋。その街では唯一の花屋である。
アルバイトは神名1人だけ。
サラや沙耶架が常連客になっている。特に沙耶架は桁違いの購入をするので、上得意客である。
花を購入した客には、ハーブティーをサービスする。
深瀬家
沙耶架の自宅。蒼川町からは電車で2駅ほど離れた綾月市の中心部にある自社ビルの最上部、48階から上の数フロア分を占めている。
1階から直接行くことはできず、47階までエレベータで上がり、専用エレベータに乗り換えるか、階段を上がる必要がある。
48階にある玄関は、神名の部屋4つ分ほどの広さがあり、豪華なシャンデリアが吊り下げられている。

## 用語
魂の輪廻
作品世界では、死んだ生物の魂は次の生命として生きることになっている。これを「魂の輪廻」と呼んでいる。
すべての生物は、死ぬタイミングと、死に方が定められている。このタイミングより前に死んだり、死なずに生き延びたり、また定められた形とは違う死に方で死んだ場合は「ソウル・イレギュラー」という存在になり、魂の輪廻から外れてしまう。
ソウル・イレギュラーは早急に是正されねばならない状況であり、特に死なずに生き延びている場合は、死神が派遣されて魂の回収が行われる。
通常は時間の流れと同じく、方向が決まっているものだが、エカルラートをドリルとして使用することにより、逆に進めることができる。
ソウル・イレギュラー
「死ぬべきなのに死んでいない人間」や「死ぬべきではないのに死んでしまった人の魂」といった、「魂の輪廻」から外れた状態の存在。前者は神名が該当し、後者は輪廻を逆転させられる前のナギが該当していた。
死すべき人間については、魂の管理局のリストに登録される。
本来あるべき魂の輪廻に戻すため、死すべき人間に対しては死神が派遣され、魂を回収することになっている。また、死ぬべきではなかった人の魂は、天使として次の輪廻までの時間を過ごす。
死ぬべき人間の魂は、死神の鎌で回収される必要がある。それ以外の死因で死んでしまった場合、魂の輪廻に戻ることができない。また、その場合は派遣された死神は任務失敗となり、罰を受けることになる。
死神の鎌による魂の回収は、対象となる生物体が鎌と直接触れることで行われる（肉体部分が直接触れる必要があり、服ごしなどではダメ）。従って、魂の回収を拒んで死神と対決する場合、鎌及びそれに相当するものには決して直接触れてはならない。
死神の鎌により回収された魂は、ただちに次の輪廻に送られる。たとえば、まだ生きるべき期間が残っている天使（死神）の場合でも、他のより強い死神の鎌により魂を回収された場合は、残り期間を待つことなく次の輪廻に送られる。
天使
本来生きるべき期間を残して死んでしまった人間の、次の輪廻まで生きるべきであった残り期間を過ごすための形態。
白い翼（出し入れ自由）を持ち、空を飛ぶことができる。また、服装も自由自在。
翼は、寝違えることがあるらしい。
通常、人間だった頃の記憶はほとんど失っている。また、姿も人間だった頃とはまったく違うものになっている。
地上（人間界）への干渉は禁止されている。ただし、死神は唯一の例外。このため、死神として働きたがる天使が多く、実際に死神になるのは困難である。
死神には、生きている人間に正体を知られる等の不都合があった場合に備え、人間の記憶を消す能力が与えられる。
魂の管理局
ソウル・イレギュラー、特に「死ぬべきなのに死んでいない人間」のリストを管理している。
朝9時から夕方5時までが“営業時間”であり、死神の活動もこの時間帯に限られている。ただし、年に1日だけ「強制残業の日」があり、滞りがちの仕事を一気に片付けることになっているが、対象はヒラだけで、係長以上は午後から休みとなっており、ストレス解消の日となる。
ヴァールリーベ
史上最強の「死神の鎌」。史上最強の死天使長・ディスが愛用した鎌であった。使用者の力に合わせ、鎌自体の力も強大。
1つで2つ、2つで1つという不思議な鎌で、魂を司る「ベル・フィナル」と、器を司る「エカルラート」の2つから成っている。
あまりにも強力であるため、約千年前にディスが次の輪廻に進んだ後は厳重に封印されていたが、ディスの生まれ変わりと自称するフルールにより封印が解かれ、その際にベルに触れてしまったナギと、エカルと激突した神名がそれぞれ持ち主となっている。
神名とナギが手をつないで念じることで、本来の姿と能力を示すことができる。

## 既刊一覧

### 小説
- 花凰神也（著）・夜野みるら（イラスト） 『死神とチョコレート・パフェ』 富士見書房〈富士見ファンタジア文庫〉、全3巻
  1. 2006年9月25日初版発行（9月20日発売[2]）、ISBN 4-8291-1856-3 初版分のみ特製リバーシブルカバーが付属している。
  2. 2006年11月25日初版発行（11月18日発売[3]）、ISBN 4-8291-1878-4
  3. 2007年1月25日初版発行（11月18日発売[4]）、ISBN 978-4-8291-1891-7

### 漫画
原作小説1巻分のストーリーをほぼそのまま漫画化しているが、細かい設定やキャラクターの登場順などが一部原作とは異なっている。
- 花凰神也（著）・夜野みるら（キャラクター原案）・森崎くるみ（作画） 『死神とチョコレート・パフェ』 富士見書房〈角川コミックスドラゴンJr.〉、全2巻

1. 2007年8月9日初版発行（8月7日発売[5]）、ISBN 978-4-04-712507-0
2. 2008年2月9日初版発行（2月7日発売[6]）、ISBN 978-4-04-712534-6